# Douglas (papegoja)
Douglas, kläckt 29 juli 1967 i Brasilien, död 23 februari 2019 i Tyskland, var en papegoja av arten ljusröd ara, känd som en av Sveriges få djur-filmstjärnor, efter sin medverkan i Pippi Långstrump på de sju haven, där han spelade papegojan Rosalinda. I filmen röstdubbas Douglas av skådespelerskan Marianne Nielsen.

## Biografi
Douglas fördes till Sverige 1967 och köptes av zooaffärsägare Jan Tromark. Till en början hette han Malte. Alexander Dölling köpte Malte av Jan Tromark 1970 och sålde honom vidare 1980. Tilläggas kan att Malte inte var förtjust i höjder. Efter sin medverkan i Astrid Lindgrens film om Pippi Långstrump på de sju haven, hamnade Douglas till slut, efter en tid i Dalarna, på Tropikhuset i Jönköping, där han visades upp för besökare. Vid Sveriges inträde i EU skärptes kontrollen över de kommersiella aktiviteterna av papegojor som Douglas, eftersom hans art finns på EU:s lista över utrotningshotade djur, och därför inte får köpas, säljas eller förvisas. I maj 2003 krävde Jordbruksverket att få papper på hans bakgrund och bevis på att han lagligt kom till Sverige, annars skulle han beslagtas, och avlivas. Under utredningen flyttades Douglas till en avskild bur, där han vantrivdes och började riva av sig sina stjärtfjädrar.
Aftonbladet lyckades få fram fakta som täckte Douglas vistelse i Sverige, och fick genom en namninsamling ihop 48 868 av läsarnas underskrifter som lämnades in till Jordbruksverkets generaldirektör Mats Persson, för att rädda Douglas liv. Även skådespelerskan Inger Nilsson, som spelade Pippi i filmen där Douglas medverkade, skrev ett öppet brev till Jordbruksverket där hon vädjade om att låta honom leva.
| ”                                                          | Snälla Jordbruksverket, förstår ni inte hur dumt det är att behandla Douglas så här? Inte ska en ”filmstjärna” behöva sitta ensam i en liten bur inne på lagret när han trivs bäst i rampljuset! Dessutom är han ju en del av den svenska filmhistorien. Självklart ska folk ha möjlighet att se hans vackra fjäderskrud. Rädda papegojan Douglas! Inger Nilsson Pippi I ”Pippi på de sju haven” | „ |
| – Inger Nilssons brev till Jordbruksverket, Aftonbladet.se | |   |

År 2006 förflyttades Douglas till terrariet i Folkets park i Malmö, och kunde återigen beskådas av besökare. Söndagen den 29 juli 2007 firades hans 40-årsdag med en fest i Folkets park, och en teaterföreställning om Pippi Långstrump. Enligt terrariets föreståndare, Frank Madsen, hade Douglas en vokabulär på 50 ord, kunde steppa och vinka hejdå med ena foten till publiken.
Våren 2016 konstaterade Jordbruksverket att buren som Douglas befann sig i på terrariet var för liten för en papegoja av hans art, trots att Douglas behov skilde sig avsevärt från vanliga papegojor[källa behövs] (till exempel kunde han inte flyga). Kravet var att om han inte flyttades till en bur med 30 kvadratmeter till yta och tre meter höjd i tak (vilket Malmöreptilcenter inte har) eller till en privatperson skulle han återigen stå inför hot om avlivning. Intresset att ta över papegojan var dock stort och i maj 2016 hamnade Douglas tillsammans med en hona på Karlsruhe Zoo i Tyskland där han togs emot av borgmästare och barnkör. Han levde där resten av sitt liv.
Lördagen den 23 februari 2019 dog Douglas på Karlsruhe Zoo, 51 år gammal.

## Filmografi
- 1970 – Pippi Långstrump på de sju haven